# Michel Thépénier
Michel Thépénier (* 6. Januar 1945 in Charens) ist ein ehemaliger französischer Eisschnellläufer.

## Werdegang
Thépénier nahm von 1962 bis 1970 an nationalen Rennen und wurde dabei im Jahr 1963 französischer Juniorenmeister im Mehrkampf. International trat er erstmals bei der Mehrkampfeuropameisterschaft 1963 in Göteborg in Erscheinung, wobei er den 35. Platz im Großen Vierkampf errang. Im folgenden Jahr kam er bei der Mehrkampfeuropameisterschaft in Oslo auf den 27. Platz im Großen Vierkampf und belegte in der Saison 1964/65 bei der Mehrkampfeuropameisterschaft 1965 in Göteborg den 23. Platz sowie bei der Mehrkampfweltmeisterschaft 1965 in Oslo den 36. Rang im Großen Vierkampf. Bei der Mehrkampfweltmeisterschaft im Februar 1966 in Oslo errang er den 32. Platz im Großen Vierkampf. Nach Platz 25 bei der Mehrkampfeuropameisterschaft 1968 im Großen Vierkampf zu Beginn der Saison 1967/68, lief er in Grenoble bei den Olympischen Winterspielen 1968 auf den 45. Platz über 500 m, auf den 36. Rang über 1500 m sowie auf den 30. Platz über 5000 m. Letztmals international startete er bei der Mehrkampfweltmeisterschaft 1968 in Göteborg, wobei er den 29. Platz im Großen Vierkampf errang. Seine beste Platzierung bei französischen Meisterschaften erreichte er in den Jahren 1965, 1966, 1968 und 1969 mit dem zweiten Platz.

## Erfolge

### Olympische Spiele
- 1968 Grenoble: 30. Platz 5000 m, 36. Platz 1500 m, 45. Platz 500 m

### Mehrkampf-Weltmeisterschaften
- 1965 Oslo: 36. Platz Großer Vierkampf
- 1966 Göteborg: 32. Platz Großer Vierkampf
- 1968 Göteborg: 29. Platz Großer Vierkampf

### Mehrkampf-Europameisterschaften
- 1963 Göteborg: 35. Platz Großer Vierkampf
- 1964 Oslo: 27. Platz Großer Vierkampf
- 1965 Göteborg: 23. Platz Großer Vierkampf
- 1968 Oslo: 25. Platz Großer Vierkampf

## Persönliche Bestzeiten
| Disziplin | Zeit        | Datum           | Ort                  |
| --------- | ----------- | --------------- | -------------------- |
| 500 m     | 42,6 s      | 7. März 1968    | Inzell               |
| 1000 m    | 1:30,0 min  | 5. Januar 1966  | Innsbruck            |
| 1500 m    | 2:13,0 min  | 4. Februar 1968 | Grenoble             |
| 3000 m    | 4:44,4 min  | 1. Januar 1966  | Inzell               |
| 5000 m    | 8:00,5 min  | 8. Januar 1966  | Madonna di Campiglio |
| 10000 m   | 17:16,3 min | 8. Januar 1966  | Madonna di Campiglio |